# Johann Christoph Muhrbeck
Johann Christoph Muhrbeck (* 7. Januar 1733 in Lund; † 15. Januar 1805 in Greifswald) war ein schwedisch-pommerscher Philosoph.

## Leben
Der Sohn des Theologen Lorenz Murbeck, Superintendent in Karlskrona, wurde zunächst durch Hauslehrer unterrichtet und besuchte danach die Schule in Karlskrona. Anschließend studierte er an den Universitäten Lund und Greifswald. Nach seiner Rückkehr nach Schweden wurde er Lehrer am Kadetten-Institut in Karlskrona.
1760 wurde er Adjunkt an der philosophischen Fakultät der Universität Greifswald und hielt in dieser Funktion Vorlesungen in Philosophie und Mathematik. 1767 wurde er zum ordentlichen Professor der praktischen Philosophie ernannt. Nach dem Tod Peter Ahlwardts († 1792) übernahm er auch die theoretische Philosophie. In den Jahren 1778, 1793 und 1803 war er Rektor der Hochschule.
Muhrbeck, der zahlreiche philosophische Schriften veröffentlichte, war ein überzeugter Anhänger von Christian Wolff und ein entschiedener Gegner von Immanuel Kant. Sein Sohn Friedrich Muhrbeck lehrte später ebenfalls in Greifswald Philosophie, war aber Anhänger von Kant und Johann Gottlieb Fichte. Die Tochter Ingeborg Juliane Elisabeth Muhrbeck (1784–1824) heiratete 1803 den Juristen und Historiker Karl Schildener.